# クリストファ・ソグロ

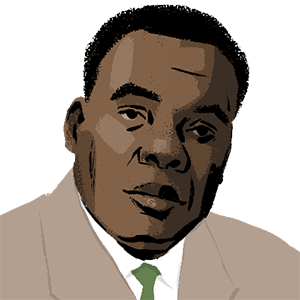
ボイス・オブ・アメリカが作成した肖像画

クリストファ・ソグロ（Christophe Soglo、1909年6月28日-1983年10月7日）は、ダオメー（現ベナン共和国）の軍人、政治家。1960年代のダオメー政界混乱時に数回政権を握った。ベナン共和国第2代大統領であるニセフォール・ソグロは甥に当たる。
1960年にダオメーが独立を達成した時、ソグロは新しく組織されたダオメー軍の大佐となり、ユベール・マガ大統領の下で参謀長を務めた。しかし、ダオメー政界はマガ、スル・ミガン・アピティ、ジャスティン・アホマデグベの3者の間で激しい政権争いがあり、政界は混乱していた。1963年10月28日、ソグロはクーデターを起こし、暫定政府を樹立して自らは主席となった。この最初のクーデターではソグロは政権にとどまらず、1964年1月25日にスル・ミガン・アピティに政権を渡した。しかしこのアピティ政権もまた他に2者との政争に明け暮れたため、ソグロはさまざまな政治勢力の同意を取り付け、1965年12月22日に再びクーデターを起こし、今回は自らが政権を握り、大統領に就任した。しかし国内をまとめきることができず、1967年12月19日に軍の若手将校にクーデターを起こされて失脚した。ソグロは以後政界から引退した。